# Le ossa della principessa
Le ossa della principessa è un romanzo della scrittrice italiana Alessia Gazzola, edito da Longanesi nel 2014. È il quarto con protagonista Alice Allevi, una specializzanda in anatomopatologia dell'Istituto di Medicina legale di Roma. La serie, bestseller in patria, è stata tradotta in varie lingue tra cui francese, tedesco, polacco, turco e spagnolo.
Dai primi tre romanzi, è stata tratta la prima stagione de L'Allieva, realizzata da Endemol Shine Italy e Rai Fiction e trasmessa su Rai 1 dal 26 settembre al 31 ottobre 2016. La seconda stagione è andata in onda dal 25 ottobre al 28 novembre 2018 sempre su Rai 1 e la terza è stata trasmessa in prima visione in Italia da Rai 1 dal 27 settembre all'8 novembre 2020.

## Trama
Alice è preoccupata per la scomparsa di Ambra. In un campo viene trovato un cadavere risalente a molti anni prima, la polizia cerca tra le ragazze scomparse, e viene identificato come Viviana, ex compagna di scuola di Ambra. Viviana é un'archeologa che, con il suo prof e la sua collega Anita, è andata in una spedizione a Gerico. La polizia indaga e Alice collabora. Ci sono delle lettere scritte da Viviana a una sua amica in cui racconta che, durante la spedizione a Gerico, si è innamorata di Daniel, figlio del suo professore, e che insieme hanno trovato un prezioso cranio e le ossa di una principessa. Però Daniel ha già una ragazza. Lei si sente usata e non lo vuole più vedere. Daniel fa di tutto per farla restare e fa attribuire a lei la scoperta della principessa. Alice rivede Arthur e scopre che lui ha una nuova fidanzata, ma poi lei e Arthur stanno insieme di nuovo. Lui riparte e per errore viene dato morto, Alice si preoccupa tantissimo. Intanto continua a leggere le lettere di Viviana. Viviana è rimasta delusa e decide di andarsene. Dà alla sua collega il taccuino con gli appunti e il giorno dopo scompare. Anita lo dà a Daniel. Daniel viene interrogato e si dispera perché avrebbe voluto dirle che la ama. Ambra viene avvistata in Sicilia e in seguito si scopre che lei si è messa in contatto con la madre, e si trova a Tel Aviv. Alice e Calligaris vanno da lei e scoprono che lei odia la medicina, e che è scappata per cambiare vita e adesso è davvero felice. Daniel era stato con lei per fare ingelosire Viviana, ma poi aveva litigato con Ambra e aveva lascito il taccuino a casa sua. Alice e Arthur si ritrovano ma lei capisce che sono troppo diversi e aver temuto la sua morte non basta, quindi si lasciano. Alla fine è Alice ad avere l'intuizione che risolve il caso, ormai Calligaris la considera sua allieva.

## Tecnica narrativa
La voce narrante è quella della protagonista, che ricostruisce anche l'immaginario diario di una sua coetanea scomparsa alcuni anni prima.

## Edizioni
- Alessia Gazzola, Le ossa della principessa, Milano, Longanesi, 2014, ISBN 9788830437173.